# سانديب راي
سانديب رايب (قالب:Indic; ولدَ في 8 سبتمبر 1953) مخرج أفلام، وموسيقي هندي، يعمل بشكل رئيسي في السينما البنغالية. وهو الابن الوحيد لمخرج الأفلام البنغالي ساتياجيت راي وبيجويا راي.

## الحياة والتعليم
سانديب راي ولد في كلكتا،وتعلم في مدرسة ساوث بوينت، ثم التحق بجامعة كلكتا .

## المهنة
راي بدأ مسيرته الاحترافية في سن 22 كمساعد مخرج لوالده في فلم «لاعبي الشطرنج» عام 1977.وساعد والده في العديد من العمليات الفنية كالتصوير والموسيقى وغير ذلك.وأول فلم أخرجه بشكل مستقل كان عام 1983 وهو فلم فاتيك تشاند. وفاز بجائزة مهرجان فانكوفر لأفلام الأطفال الدولية.

## وصلات خارجية
- سانديب راي على موقع IMDb (الإنجليزية)
- سانديب راي على موقع أول موفي (الإنجليزية)
- سانديب راي على موقع قاعدة بيانات الأفلام السويدية (السويدية)
- سانديب راي على موقع قاعدة بيانات الفيلم (الإنجليزية)
- سانديب راي على موقع كينوبويسك (الروسية)